# 梅富-阿科諾州

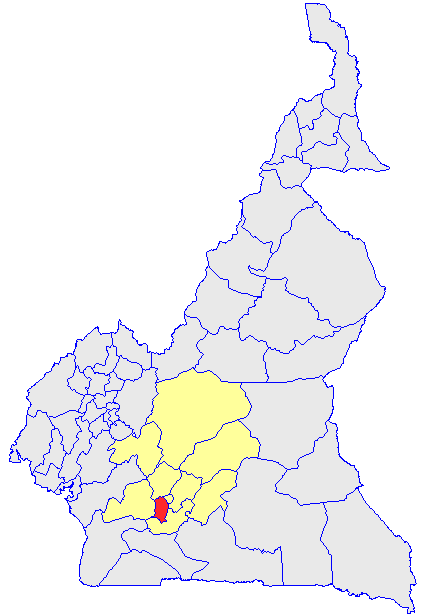

梅富-阿科諾州（法語：Méfou-et-Akono），是喀麥隆的58個州份之一，位於該國中部，由中部區負責管轄，東面是姆丰迪州，面積1,329平方公里，2001年人口57,051，人口密度每平方公里42.9人。